# Parthenos
Parthenos — род дневных бабочек из семейства Нимфалиды. Распространены в Южной Азии.

## Виды
Род включает виды.
- Parthenos aspila Honrath, 1888
- Parthenos sylvia Cramer, 1776
- Parthenos tigrina Vollenhoven, 1866

## Ссылка
1. ↑  Parthenos Архивная копия от 29 июля 2012 на Wayback Machine, funet.fi